# ماركو أنتونيو رودريغيز
ماركو أنتونيو رودريغيز مورينو (بالإسبانية: Marco Antonio Rodríguez Moreno)‏ (مواليد 10 نوفمبر 1973) حكم كرة قدم مكسيكي . أصبح حكم دولي معتمد من الاتحاد الدولي لكرة القدم منذ 2000 .

## روابط خارجية
- ماركو أنتونيو رودريغيز على موقع Soccerway.com (الإنجليزية)